# Praia Istanga (Ponta Baleia)
A Praia Istanga localizada na Ponta Baleia é uma praia do Arquipélago de São Tomé e Príncipe, localiza-se a Este da ilha de São Tomé junto à Praia Istanga da Ponta Cavingui e próxima à Praia Micondo.  